# Quesnoy-sur-Deûle
 Quesnoy-sur-Deûle  es una población y comuna francesa, en la región de Norte-Paso de Calais, departamento de Norte, en el distrito de Lille y cantón de Quesnoy-sur-Deûle.

## Demografía
| 4106 | 4588 | 4810 | 5427 | 5775 | 6380 |
| Para los censos de 1962 a 1999 la población legal corresponde a la población sin duplicidades (Fuente: INSEE [Consultar]) |      |      |      |      |      |